# Zarost

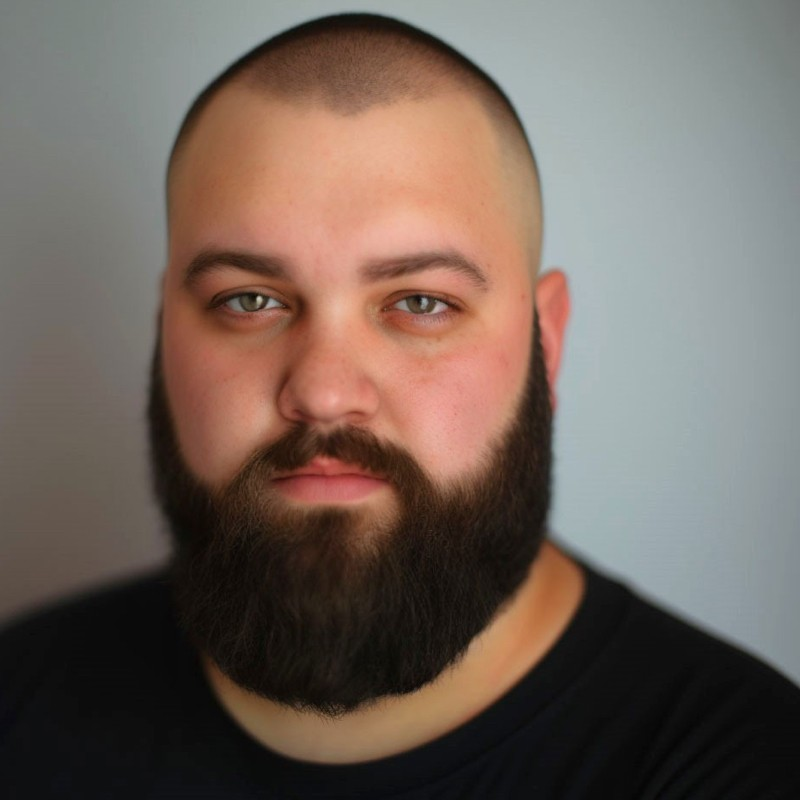
Mężczyzna z zarostem

Zarost (szczecina, szczeć) – włosy wyrastające na twarzy mężczyzn i kobiet począwszy od momentu pokwitania aż do śmierci.
Różne postacie zarostu twarzy lub głowy, odróżniające się od owłosienia pozostałych części skóry, są cechą biologiczną, która występuje u niektórych gatunków jako element dymorfizmu płciowego. Nie wiadomo, kiedy dokładnie pojawiła się w linii rozwojowej człowieka i jakie miała funkcje adaptacyjne. Zakłada się, że mogła ona pozwalać na ukrywanie emocji w wewnątrzpłciowym konkurowaniu lub być wskaźnikiem zdrowia (jakości genów) mężczyzny, a nawet przykładem kosztownego sygnalizowania. Golenie brody z kolei mogło pozwalać na ujawnianie emocji, budowanie zaufania i sygnalizować gotowość do współpracy, ponadto tworzyć wizerunek osoby schludnej oraz ułatwiać działanie w czasie walki. Hipotezy dotyczące funkcji adaptacyjnych brody są jednak krytykowane. W przypadku pierwszej mężczyźni skłaniają się do golenia brody, gdy w populacji jest większy odsetek kobiet. Kobiety preferują wówczas mężczyzn ogolonych. W przypadku drugiej wskazuje się na zbyt mało danych, które mogłyby potwierdzać, że jest wskaźnikiem jakości biologicznej. 

## Zarost jako fryzura

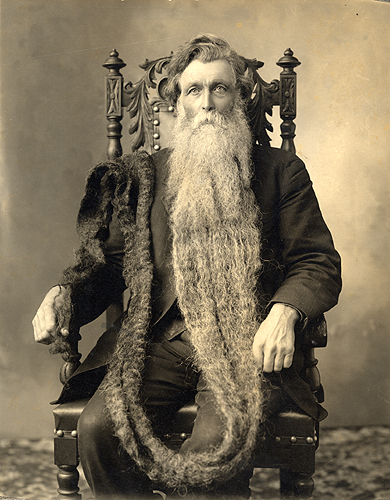
Hans Langseth z ufryzowaną brodą długości 5,33 m

Różnego rodzaju  specjalnie wymodelowane brody, wąsy czy bokobrody, klasyfikowane są we fryzjerstwie jako fryzury części twarzowej. Najpierw pojawia się chaotyczne, niewypielęgnowane owłosienie, widoczne, bądź odczuwalne dotykowo od momentu przebicia skóry, czyli w kilkanaście godzin po ogoleniu (odrosty); po około tygodniu włosy zaczynają na siebie nachodzić, tworząc fryzurę części twarzowej.
W różnych okresach historycznych różnie podchodzono do regulacji związanych z noszeniem zarostu. Zabiegi pielęgnacyjne związane z brodą stosowane były już starożytnych cywilizacjach na terenie Mezopotamii, w Persji i w Egipcie. W Polsce wśród żołnierzy w XVIII wieku brody należało golić. Wąsy jednak przycinano, a miara tego przycięcia („szwarcowania”) regulowana była przez generała.